# Huelga del Sindicato de Guionistas de Estados Unidos de 2023
La huelga del Sindicato de Guionistas en Hollywood de 2023 fue una disputa laboral en Estados Unidos entre el Sindicato de Guionistas de Estados Unidos (WGA), que representa a 11 500 guionistas, y la Alianza de Productores de Cine y Televisión (AMPTP). Comenzó a las 12:01 a. m. (PDT) del 2 de mayo de 2023 y terminó a las 12:01 a. m. (PDT) del 27 de septiembre de 2023.
La huelga, que duró 148 días, fue la interrupción más grande de la producción de cine y televisión estadounidense desde la pandemia de COVID-19 en 2020, así como el segundo paro laboral más grande que ha realizado la WGA desde la huelga de 1988, que duró 153 días. Junto con la huelga SAG-AFTRA de 2023, fue parte de los conflictos laborales en Hollywood.
El 24 de septiembre de 2023, se informó que AMPTP hizo una nueva oferta que, según la WGA, «era excepcional», pero todavía los 11 500 miembros tenían que revisar bien la oferta y todos los detalles y así terminar la huelga. Finalmente, el 27 de septiembre, la WGA votó unánimemente para terminar el paro de 148 días. El 9 de octubre, los miembros de la WGA ratificaron oficialmente el contrato y el 99% de los miembros de la WGA votaron a favor del contrato.

## Cronología de las negociaciones y actividad de huelga

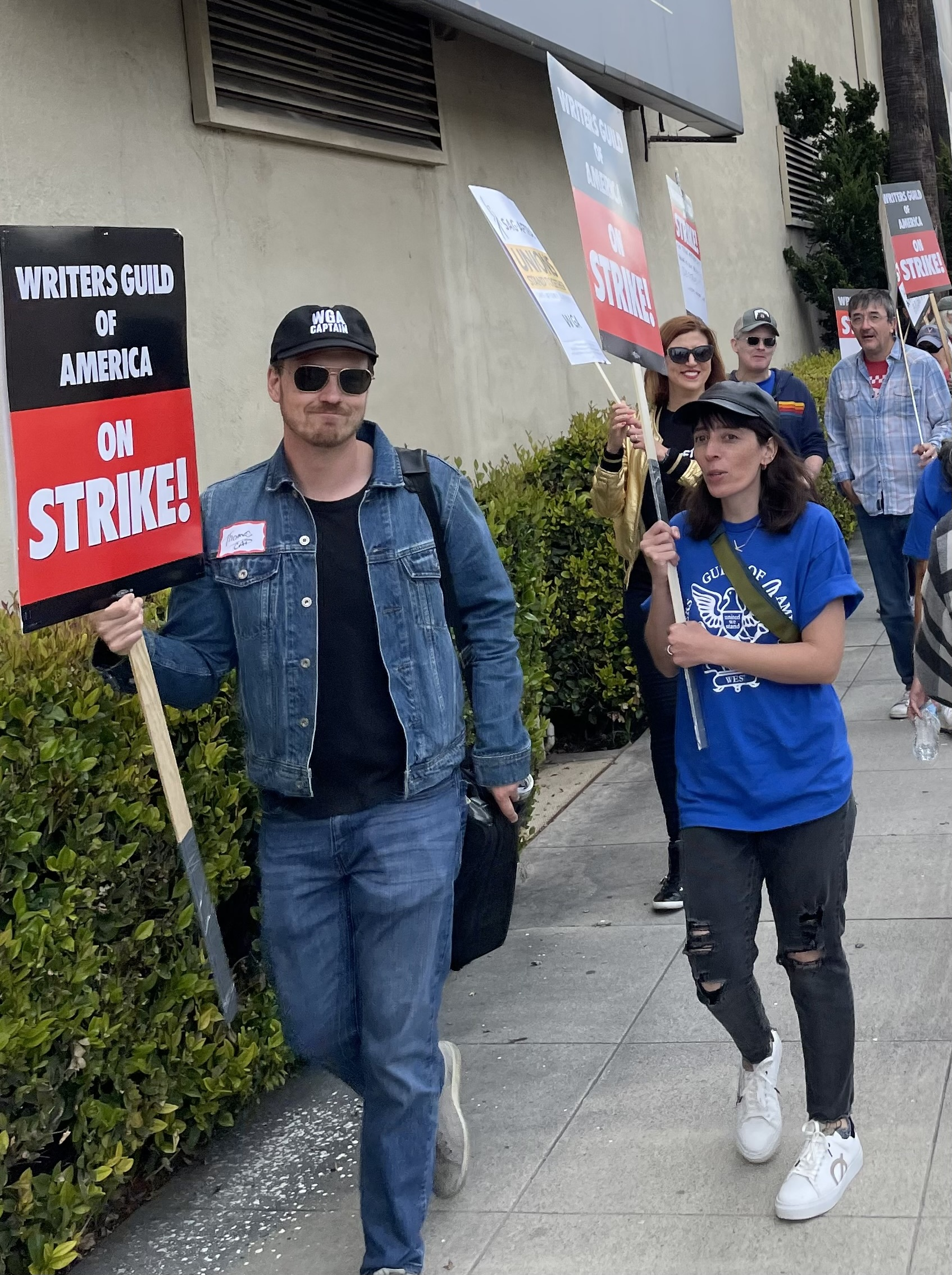
Un capitán de huelga lidera a los huelguistas de la WGA afuera de Warner Bros. Studios.

El 18 de abril de 2023, el 97,85% de los miembros del Sindicato de Guionistas de Estados Unidos (WGA) votaron a favor de ir a la huelga si no lograban llegar a un acuerdo satisfactorio con la Alianza de Productores de Cine y Televisión (AMPTP), que representa a los grandes estudios de películas y televisión en Hollywood, antes del 1 de mayo. La AMPTP entabló largas negociaciones con la WGA en nombre de Amazon Studios (así como de MGM Holdings), Apple Studios, Lionsgate, NBCUniversal, Netflix, Paramount Global, Sony Pictures, The Walt Disney Company y Warner Bros. Discovery (WBD), pero no logró llegar a un acuerdo antes de la fecha límite establecida.

### Mayo 2023
Como resultado, los dirigentes del  Sindicato de Guionistas, Oeste (WGAW) y del  Sindicato de Guionistas Este (WGAE) aprobaron por unanimidad una huelga en vísperas del 2 de mayo, la primera de sus tipo desde la huelga de 2007–2008 quince años antes.
The Hollywood Reporter informó que la WGA había establecido algunas reglas potenciales para los escritores durante la huelga. El Sindicato de Guionistas declaró que "los escritores no pueden escribir, revisar, presentar o discutir proyectos futuros con empresas que sean miembros de la AMPTP".
El Sindicato de Guionistas también declaró que los podcast de ficción producidos por empresas contra las cuales el Gremio y sus miembros están en huelga deben detener la producción. El Gremio dijo que esperaban que los escritores de series animadas no cubiertas por el Gremio de Escritores sino por el Gremio de Animación buscaran asesoramiento del Gremio de Escritores sobre si su trabajo como escritor fuera contrario a las actividades de la huelga y, en caso afirmativo, cesar dicho trabajo mientras dure la huelga. El Gremio señaló que si bien no pueden castigar a los escritores que no pertenecen al Gremio y que escriben para empresas contra las cuales el sindicato está en huelga, prometen prohibir a dichos escritores ser miembros del Gremio en el futuro.
La WGA ordenó a los miembros que comenzaran los piquetes el 2 de mayo de 2023 a la 01:00 pm (PDT). Algunos lugares donde la WGA ha manifestado piquetes incluyen AMC Networks, Amazon/Culver Studios, MGM, CBS Radford, CBS Television City, Disney, 20th Century Studios, Lionsgate, Starz, Netflix, Paramount, MTV, Sony, Universal, Warner Bros. (incluida su división en Burbank), 30 Rock/NBCUniversal, Broadway Stages, HBO, Silvercup Studios, Steiner Studios, Warner Bros. Discovery y Warner Bros. Discovery Upfront.
Durante la huelga, la WGA instruyó a los escritores que enfrentaban dificultades financieras debido a la huelga que presentaran sus solicitudes al Entertainment Community Fund. El Entertainment Community Fund ayuda a las personas de la industria del entretenimiento con problemas financieros a encontrar viviendas asequibles y mantener la cobertura de atención médica y atención para personas mayores. El 10 de mayo de 2023, se informó que los escritores habían prometido 1,7 millones de dólares al Entertainment Community Fund. Entre los donantes destacados se encontraban los showrunners y productores J. J. Abrams, Greg Berlanti, Adam McKay, Ryan Murphy, Shonda Rhimes, Michael Schur y John Wells.

### Junio 2023
El 7 y 8 de junio de 2023, los piquetes en el noreste (es decir, en Nueva York) se suspendieron debido a la mala calidad del aire provocada por los Incendios forestales en Canadá de 2023. La actividad de huelga se reanudó el día 9 cuando mejoró la calidad del aire.
El 9 de junio de 2023, Lionsgate suspendió a Ian Woolf, productor en línea de BMF,  luego de un altercado con escritores en huelga que estaban haciendo piquetes afuera de la sede de producción de BMF. Según relatos de primera mano de los escritores Gabriel Alejandro Garza y Tom Smuts, Woolf intentó intimidar a Garza y Brian Egeston, quienes estaban haciendo piquetes en la acera junto a la entrada del estudio, mediante acelerando su coche hacia ellos y deteniéndose justo antes de chocarlos. Después de afirmar por primera vez que no los vio, Woolf admitió más tarde haber intentado asustarlos. Según Smuts, Woolf intentó más tarde, sin éxito, convencer a los Teamsters del Local 728 para que cruzaran los piquetes, pero se negaron. Lionsgate emitió un comunicado diciendo: "Nos tomamos en serio los actos de intimidación y amenazas de violencia y los investigamos a fondo... A medida que continuamos investigando, hemos enviado a casa al individuo involucrado". La WGA también emitió una declaración que decía: "Los trabajadores no deben ser amenazados con daños físicos cuando ejercen su derecho a protestar públicamente y hacer piquetes contra salarios y condiciones de trabajo injustos".

### Julio 2023
El 12 de julio de 2023, Deadline Hollywood informó que la AMPTP y los principales estudios de Hollywood no planeaban volver a las negociaciones con la WGA hasta finales de octubre de 2023 como muy pronto. Los ejecutivos del estudio que hablaron anónimamente con "Deadline" afirmaron que para octubre, muchos escritores estarían en dificultades financieras hasta el punto de perder su vivienda, lo que creían que les permitiría estar en una mejor posición para dictar los términos de su contrato. cualquier nuevo acuerdo. Los representantes de la AMPTP se distanciaron de las fuentes anónimas y afirmaron que seguían comprometidos a firmar un acuerdo lo antes posible.

### Agosto 2023
El 1 de agosto de 2023, la WGA anunció que se reuniría con la AMPTP el viernes siguiente para discutir las negociaciones relativas a la huelga. El lugar de la reunión no fue revelado. Un portavoz de la AMPTP, hablando en relación con las huelgas de la WGA y SAG-AFTRA, dijo: "seguimos comprometidos a encontrar un camino hacia acuerdos mutuamente beneficiosos con ambos sindicatos". Ambas partes se reunieron el 4 de agosto de 2023, pero no se llegó a ningún acuerdo.
El 10 de agosto de 2023, la AMPTP y la WGA acordaron reanudar las negociaciones contractuales, con la primera reunión fijada para el 11 de agosto. Después de esa reunión, el Sindicato de Guionistas envió una nota a sus 11.500 miembros diciendo que la AMPTP había indicado su voluntad de hacer concesiones en algunas áreas, incluida la búsqueda de formas de proteger a los escritores de la tecnología de inteligencia artificial. La nota agregaba, sin embargo, que la AMPTP había dicho que los estudios "no estaban dispuestos a participar" en otras propuestas del Sindicato, incluidos los pagos residuales basados en el éxito de los servicios de streaming. La nota decía que los líderes del sindicato no volverían a las negociaciones hasta que los estudios estuvieran dispuestos a participar en todas las propuestas. Sin embargo, la WGA envió un mensaje a los miembros esa noche diciendo que habían recibido una contrapropuesta y la estaban evaluando.
El 21 de agosto de 2023, se cancelaron los piquetes en Los Ángeles debido al Huracán Hilary. Mientras tanto, el sindicato ha permanecido relativamente silencioso más allá del mensaje del 18 de agosto de 2023: "Todo el mundo está intentando dar un paso al frente y llegar a una resolución", dijo un ejecutivo a "THR". "Hay más impulso positivo esta semana que la anterior". El 22 de agosto de 2023, AMPTP presentó una propuesta que sugiere reglas para el contenido de IA, pero a partir del 25 de agosto de 2023, las conversaciones entre los estudios y los escritores estaban estancadas. El 30 de agosto, la Tesorera del Estado de California Fiona Ma envió cartas a Netflix, The Walt Disney Company, Comcast, Warner Bros. Discovery, Apple Inc., Paramount Global y Amazon, diciéndoles que regresen a las negociaciones y resuelvan las huelgas. Ella afirma que el impacto de las huelgas "paraliza Hollywood y repercute en todo el estado, afectando a innumerables empresas, miles de fondos de pensiones beneficiarios y millones de californianos".

### Septiembre 2023
El 6 de septiembre, Warner Bros. suspendió acuerdos con Mindy Kaling, J. J. Abrams, Greg Berlanti y Bill Lawrence. Había anunciado el día anterior que las huelgas afectarían sus ganancias de 2023 en 500 millones de dólares.
El 8 de septiembre, la WGA emitió un comunicado afirmando que hay empresas miembro que han mostrado "deseo y voluntad de negociar un acuerdo que aborde adecuadamente las cuestiones de los escritores... [y que] han dicho que están dispuestos a negociar propuestas que la AMPTP ha presentado al público como factores decisivos", y que les han pedido que abandonen la AMPTP para poder negociar de forma independiente con la WGA. Unas horas más tarde, la AMPTP emitió un comunicado refutando esa afirmación, diciendo: "Las empresas miembros de la AMPTP están alineadas y están negociando juntas para llegar a una resolución. Cualquier sugerencia en contrario es falsa".
El 11 de septiembre de 2023, The Drew Barrymore Show reanudó los episodios sin escritores y fue objeto de piquetes por parte de miembros del gremio. Dos miembros de la audiencia fueron rechazados por usar insignias de la WGA.
Finalmente, los escritores y los estudios llegaron a un acuerdo provisional el 24 de septiembre, y el 26 de septiembre, tras una votación, la dirección sindical anunció que la huelga terminaría oficialmente. La huelga terminó el 27 de septiembre a las 12:01 am (PDT). Sin embargo, esta decisión no puso fin a la huelga de SAG-AFTRA, que terminó el 9 de noviembre de 2023.

## Comité de negociación del WGA
El WGA anunció los miembros de su comité de negociación en noviembre de 2022, con David Young como negociador principal. En febrero de 2023, Ellen Stutzman asumió el cargo de negociadora principal del WGA.
| - John August - Angelina Burnett - Kay Cannon - Yahlin Chang - Robb Chavis - Adam Conover - Travis Donnelly - Ashley Gable - David A. Goodman (copresidente) - Hallie Haglund - Eric Haywood - Eric Heisserer - Greg Iwinski - Chris Keyser (copresidente) - Luvh Rakhe - Erica Saleh - Danielle Sanchez-Witzel - James Schamus - Tom Schulman - Michael Schur - David Shore - David Simon - Patric Verrone - Nicole Yorkin |